# Anadan
Anadan (arabe : عندان) est une petite ville du nord de la Syrie, située à 12 kilomètres au nord d'Alep, sur la route Alep–Gaziantep (en Turquie). Anadan dépend administrativement du district du Mont Siméon dans le gouvernorat d'Alep. Selon le recensement de 2004, la ville comptait alors 11 918 habitants.

## Géographie
La ville est bâtie sur une colline entourée de plaines à l'est du mont Siméon. Elle possède treize mosquées et plusieurs écoles élémentaires, une école secondaire et un lycée mixte pour filles et garçons.
Anadan vit beaucoup de commerce de produits agricoles (céréales, légumes, olives, fruits).

## Histoire
Sous les Ayyoubides, Anadan a été décrite vers 1220 par le géographe Yaqout al-Hamawi, comme un « village près der Qinnasrin, dans le district d'Urtik de la province d'Awasim. » Le Marassid, écrit au XIIIe siècle, en fait mention comme étant un village au nord-est d'Alep.

## Guerre syrienne
Au début de la guerre de Syrie, une bataille y a lieu les 29 et 30 juillet 2012, entre l'armée de l'État syrien et des factions armées rebelles.
L'armée syrienne bombarde la ville pour en déloger les factions, ce qui provoque la fuite de 30 000 habitants de la ville et des environs, la transformant en ville-fantôme. Elle est devenue ensuite un bastion des milices islamistes alliées au front al-Nosra.